# Mitteilungen der K.K. Zentral-Kommission zur Erforschung und Erhaltung der Kunst- und Historischen Denkmale
Die Kunst- und Historischen Denkmale war eine österreichische museumswissenschaftliche Zeitschrift insbesondere zu Kunst- und historischen Denkmalen. Herausgeber war die Kaiserlich Königliche Zentral-Kommission für Erforschung und Erhaltung der Kunst- und Historischen Denkmale.
Das Blatt war die Fortsetzung der Mittheilungen der K.K. Central-Commission zur Erforschung und Erhaltung der Baudenkmale. Es erschien als „Neue Folge“ von 1875 bis 1911 in Wien von 1875 bis 1885 bei Gerold, von 1886 bis 1893 bei Kubasta u. Voigt und zuletzt bei Schroll. Seine Fortsetzung lautete Mitteilungen der K.K. Zentral-Kommission für Denkmalpflege.